# 北莫爾斯克
北莫爾斯克（羅馬化：Severomorsk，直译：「北海城」）是俄羅斯摩爾曼斯克州的一個城市，位於科拉半島巴倫支海上、首府摩爾曼斯克東北。2002年人口為55,102人。19世紀下期建城。1951年設市並改為現名。俄罗斯北方舰队联合战略司令部位于此地。